# ネストル・ピタナ
ネストル・ファビアン・ピタナ（1975年6月17日 - ）は、アルゼンチン・ミシオネス州出身のサッカー審判員（国際審判員）。 FIFAワールドカップでは2014年ブラジル大会・2018年ロシア大会と2大会続けて南米サッカー連盟 (CONMEBOL} から派遣された唯一のアルゼンチン人審判である。
2018年7月12日、ピタナはフランスとクロアチアの間で行われた決勝を担当した。アルゼンチン人審判としては、2006年ドイツ大会で開幕戦と決勝を担当したオラシオ・エリゾンドに匹敵する栄誉となった。
FIFAワールドカップでは2大会で合計9試合を担当しており、これは3大会で主審を務めたラフシャン・イルマトフ（ウズベキスタン）の11試合に次ぐ実績である。
2018年、ピタナは国際サッカー歴史統計連盟 (IFFHS) の選出した世界最優秀審判にアルゼンチン人として2番目に選ばれた。 

## 前史
10代の頃はサッカー選手として様々なチームに所属していたほか、身長の高さを生かしてバスケットボールにも挑戦していた。
また、彼は1997年のアルゼンチン映画「フューリー」に刑務官の役で出演経験がある。彼はまた、ブエノスアイレスのビジャ・デル・パルケのあるボウリング場とライフガードの管理人でもあった。

## 審判としてのキャリア
2001年から2004年にかけて、教員資格を取るためにコリエンテス州に移り、CSDテクスティル・マンディユーでコリエンテス州リーグの審判コースを受講。 2006年まで、彼はミシオネス州リーグ審判を務め、ミシオネスの学校で教師として働きながら、全国審判コースを受講した。
2006年、ピタナはアルゼンチンサッカー協会 (AFA) の3部-5部に相当するトルネオ・アルヘンティーノA, 同B, 同Cの試合を担当。同年12月、2部相当のプリメーラB・ナシオナルでデビューし、同カテゴリーで初の主審を務めた。 2007年6月、コロンとロザリオ・セントラルの試合で1部（プリメーラ・ディビシオン）デビュー。2010年からはAFAからの派遣でCONMEBOL主催の国際試合を担当、コパ・リベルタドーレス、コパ・スダメリカーナ、レコパ・スダメリカーナ、FIFAワールドカップ南米予選の主審を担当した。
2014年5月30日、ピタナはラ・ボンボネーラで行われたスーペルクラシコを初担当（2-1でリーベル・プレートが勝利）。 翌2015年1月24日、彼はその年最初のスーペルクラシコで主審を担当した（フランコ・クリスタルドのゴールでボカ・ジュニアーズが勝利）が、この試合でピタナはリーベル側にレオネル・バンジョーニ（72分）とホナタン・マイダナ（93分）、ボカ側にアンドレス・キューバス（59分）の3人に対してレッドカードを提示し、試合全体では9マイのイエローカードを提示した。
2015年2月11日、ピタナはリーベルとサン・ロレンソの間で行われたレコパ・スダメリカーナ2015第2戦を担当。リーベルが1-0で勝利したものの、8人の選手に対してイエローカードを提示し打ち2人（フリオ・ブッファリーニとラミロ・フネス・モリ）に対しては2枚のイエローカードで退場処分を下した。また、この試合では2014年のブラジルワールドカップで審判を務めた審判団（後述）が担当したが、副審の1人であるフアン・パブロ・ベラッティが前半終了間際、観客の投げつけたと思われる瓶が頭に当たり、試合が中断するというアクシデントも生じている。
2015年5月、CONMEBOLはチリで行われたコパ・アメリカ2015の審判団として、アルゼンチンから主審のピタナと、副審のベラッティ及びヘルナン・マイダナの、FIFAワールドカップでも審判団を務めた3人を選出した。

## FIFAワールドカップ

### ブラジル2014
FIFAワールドカップの2014年ブラジル大会では、ピタナは副審のヘルナン・マイダナ及びフアン・パブロ・ベラッティと共にCONMEBOLから審判団として選出（マイダナは2010年南アフリカ大会から2大会連続）。
そのトレーニングを兼ねる形で、ピタナはマイダナ及びベラッティとともに、2013-14シーズンのプリメーラ・ディビシオンにおけるフィナール・カンペオナート（年間優勝決定戦）を担当した。
2014年のブラジル大会ではグループステージ及びトーナメントを通じて、高評価のレフェリングを行っており、3試合以上を担当した数少ない審判団の一つとなった。アルゼンチンが準決勝・決勝に進出したため、ピタナの審判団は準々決勝までの割り当てで終わったが、もしアルゼンチンが準々決勝までに敗退していた場合、決勝の審判団候補の一つに挙げられていた（実際にはイタリア人のニコラ・リッツォーリが担当）。

### ロシア2018
2018年3月29日、FIFAは2018FIFAワールドカップロシア大会の審判団を発表。アルゼンチン人として初めて、前回大会と同じメンバー、すなわち主審のピタナと、副審のマイダナ及びベラッティが選出された 。2017年には多くの物議を醸すジャッジをしたという事実にもかかわらず、FIFAは再び最高のサッカーイベントに彼らを選んだ。 
大会開始の2日前の記者会見で、FIFAは、ピタナがマイダナとベラッティとともにロシアとサウジアラビアによる開幕カードを担当することを発表した。アルゼンチン審判団がワールドカップの開幕戦を担当したのはアンヘル・コエレザとオラシオ・エリゾンドに続いて3人目。会見の席で、FIFA審判委員会の役員を務めるピエルルイジ・コッリーナは「選手が審判に嫌がらせをしたり、物議を醸すことは望ましくない。ピタナは岩（のように冷静）なので、そういったことは開幕戦では起こらないだろう」とコメントした。 
グループF・メキシコ対スウェーデンの試合では、試合開始からわずか15秒後にメキシコのヘスス・ガジャルドにイエローカードを提示し、ワールドカップ史上最速のイエローカードとなった
7月12日、 FIFAは、ピタナがマイダナとベラッティとともに、フランスとクロアチアの間で行われる決勝戦の審判を担当すると発表した。決勝をアルゼンチンの審判団が裁くのは2人目で、開幕戦と決勝戦を同じ審判団が裁くのは2006年ドイツ大会のオラシオ・エリソンド以来史上3人目の快挙となった。
ピタナは大会終了後数日で帰国し、ワールドカップ期間中に受けた支援に対して家族、友人、同胞に感謝した。彼は、プリメーラ・ディビシオンの2018-19シーズン開幕に向けて、郷里のミシオネス州で休む必要があるとコメントしたが、明らかになったところによると、海外で2つの審判員としての仕事の申し出をしたという。1つはアジアのサッカーでのレフリーへの申し出で、もう1つはFIFAトレーニングチームの一員に加わることだという。 

### 詳細と統計
| 2014 FIFAワールドカップ ブラジル大会 | 2014 FIFAワールドカップ ブラジル大会 | 2014 FIFAワールドカップ ブラジル大会 | 2014 FIFAワールドカップ ブラジル大会 |
| 日付                                 | 試合                                 | 会場                                 | ラウンド                             |
| ------------------------------------ | ------------------------------------ | ------------------------------------ | ------------------------------------ |
| 2014年6月17日                        | ロシア – 韓国                        | クイアバ                             | グループステージ                     |
| 2014年6月22日                        | アメリカ合衆国 – ポルトガル          | マナウス                             | グループステージ                     |
| 2014年6月25日                        | ホンジュラス – スイス                | マナウス                             | グループステージ                     |
| 2014年7月4日                         | フランス – ドイツ                    | リオデジャネイロ                     | 準々決勝                             |
| 2018 FIFAワールドカップ ロシア大会   |                                      |                                      |                                      |
| 日付                                 | 試合                                 | 会場                                 | ラウンド                             |
| 2018年6月14日                        | ロシア – サウジアラビア              | モスクワ                             | グループステージ                     |
| 2018年6月27日                        | メキシコ – スウェーデン              | エカテリンブルク                     | グループステージ                     |
| 2018年7月1日                         | クロアチア – デンマーク              | ニジニ・ノヴゴロド                   | ラウンド16                           |
| 2018年7月6日                         | ウルグアイ – フランス                | ニジニ・ノヴゴロド                   | 準々決勝                             |
| 2018年7月15日                        | フランス – クロアチア                | モスクワ                             | 決勝                                 |

## 主な担当試合
FIFAトーナメント
- 2018 FIFAワールドカップ
- FIFAコンフェデレーションズカップ2017
- 2014 FIFAワールドカップ

CONMEBOL
- コパ・アメリカ2019
- 2018 FIFAワールドカップ・南米予選
- コパ・アメリカ2015
- 2014 FIFAワールドカップ・南米予選
- コパ・リベルタドーレス（2010–）
- コパ・スダメリカーナ（2010–）
- レコパ・スダメリカーナ（2010–）

国際オリンピック委員会
- 2016年リオデジャネイロオリンピックのサッカー競技・男子 (fútbol masculino)

## 個人表彰
| IFFHS選考 南北アメリカにおける最優秀審判    | 2014年 |
| CONMEBOL選考 南北アメリカにおける最優秀審判 | 2016年 |
| IFFHS選考 世界最優秀審判                    | 2018年 |